# Medalha Flavelle
A medalha  Flavelle  é concedida  pela Sociedade Real do Canadá em reconhecimento de um contribuição importante na biologia durante os dez últimos anos ou para trabalhos de investigação notórios que vêm completar trabalhos anteriores importantes na disciplina.
Sir Joseph Wesley Flavelle (1858-1939), um financista de Toronto, assegurou a dotação da medalha em 1924, uma distinção que é atribuída a cada dois anos se uma candidatura é julgada merecedora. A concessão consiste em uma medalha de prata chapeada de ouro. Até 1966 a medalha era agraciada anualmente.

## Laureados[1]
- 1925 - Charles Saunders
- 1926 - John Cunningham McLennan
- 1927 - Arthur Doughty
- 1928 - Arthur Philemon Coleman
- 1929 - Arthur Henry Reginald Buller
- 1930 - Archibald Macallum
- 1931 - Frederick Banting
- 1932 - John Stanley Plaskett
- 1933 - Joseph Tyrrell
- 1934 - Louis King
- 1935 - Frank Shutt
- 1936 - J. B. Collip
- 1937 - Frank Dawson Adams
- 1938 - Lash Miller
- 1939 - James McMurrich
- 1940 - Robert William Boyle
- 1941 - Thomas Walker
- 1942 - John Craigie
- 1943 - B. P. Babkin
- 1944 - Velyien Henderson
- 1945 - Robert Thomson
- 1946 - William Rowan
- 1947 - Guilford Reed
- 1948 - Margaret Newton
- 1949 - W. P. Thompson
- 1950 - Charles Best
- 1951 - Wilder Penfield
- 1952 - Archibald Huntsman
- 1953 - Everitt Murray, FRSC
- 1954 - David Scott
- 1955 - Charles Hanes
- 1956 - George Duff
- 1957 - Thomas Cameron
- 1958 - Allan Lochhead
- 1959 - Murray Barr
- 1960 - Edmund Walker
- 1961 - Charles Leblond
- 1962 - Frederick Fry
- 1963 - Roger Rossiter
- 1964 - Gleb Krotkov
- 1965 - William Hoar
- 1966 - Erich Baer
- 1968 - Jacques Genest
- 1970 - William Ricker
- 1972 - Douglas Copp
- 1974 - Juda Quastel
- 1976 - Michael Shaw
- 1978 - Louis Siminovitch
- 1980 - Gordon Dixon
- 1982 - Clayton Person
- 1984 - Robert G.E. Murray
- 1986 - G. H. N. Towers
- 1988 - Robert Haynes
- 1990 - Peter Hochachka
- 1992 - Michael Smith
- 1994 - Robert Cedergren
- 1996 - Ian Smith
- 1998 - Anthony Pawson
- 2002 - Lewis Kay
- 2004 - Bryan Sykes
- 2006 - Brett Finlay
- 2008 - John P. Smol
- 2010 - Kenneth B. Storey
- 2012 - Siegfried Hekimi
- 2014 - Spencer Barrett
- 2016 - Sylvain Moineau